# Bondo (Grisones)
Bondo (en alemán Bundth, en romanche Buond) era una antigua comuna, actualmente localidad suiza del cantón de los Grisones, situada en el distrito de Maloja, círculo y comuna de Bregaglia. Limitaba al norte con las comunas de Castasegna, Soglio y Stampa, al este con Vicosoprano, al sur con Val Masino (IT-SO) y Novate Mezzola (IT-SO), y al oeste con Villa di Chiavenna (IT-SO).
La comuna fue disuelta el 1 de enero de 2010 tras su fusión con las comunas de Castasegna, Soglio, Stampa y Vicosoprano en la nueva comuna de Bregaglia.